# Мамаки, Татьяна
Татьяна Варути-Мамаки (греч. Τατιάνα Μαμάκη, 1921 — 23 января 2007) — греческая балерина и хореограф.

## Биография
Родилась в 1921 году в СССР.
Изучала танец в Афинах в школе Raymons, а затем в Польше, где работала в Варшавской опере танцовщицей. В 1939 году вернулась в Афины для работы в греческой Национальной опере.
5 марта 1940 года Национальная опера Греции осуществила своё официальное открытие презентацией оперетты Иоганна Штрауса «Летучая мышь», в котором Мамаки была примой-балериной. Она оставалась примой Национальной оперы протяжении почти десяти лет, танцуя в целом ряде постановок. В 1949 Мамаки едет в Париж, где она получила стипендию по хореографии для обучения в школе Преображенского. По возвращении в Афины работала в Национальной опере уже как хореограф. В 1952 году была приглашена провести несколько мастер-классов по хореографии для Sadler's Wells Theatre в Лондоне.
Татьяна Мамаки является основательницей Афинской балетной школы 1955—1958 гг., вместе с Еленой Цукала-Пфефер. Благодаря Мамаки появились такие работы, как «Фауст» (главную роль исполнял Никос Мосхонас) в Афинах и «Норма» (главную роль исполняла Мария Каллас) в Эпидавре. Она сотрудничала с Государственным театром Северной Греции и Национальным театром Кипра, также выступала в качестве хореографа ряда киностудии.
Татьяна Мамаки выходила замуж за музыканта и композитора Леонидаса Зораса, а позднее за журналиста Ахиллеаса Мамакиса. После смерти последнего Мамаки продолжала свою радиопрограмму «Театр в микрофона», впоследствии перенеся её на телевидение.
Умерла 23 января 2007 года в Афинах.